# Ritmo escapuloumeral
O ritmo escapuloumeral é definido como a sequência das intervenções das articulações glenoumeral e escapuloumeral no movimento de abdução do ombro numa sequência temporal, mensurando-se a contribuição de cada articulação na amplitude do movimento.
Nem sempre se encontra as mesmas informações sobre o ritmo escapuloumeral, ocorrendo pequenas variações de um autor para o outro.
Primeiramente é a articulação glenoumeral que entra em ação. Ela realiza o movimento de abdução até, aproximadamente, 30 graus, em decorrência da ação dos músculos deltoide e supraespinhoso.
Depois há a intervenção da articulação escapulotorácica, que ocorre de 90 a 150 graus, através de uma rotação superior em função dos músculos serrátil, trapézio superior e inferior.
Alguns autores, como Norkin & Levangie (2008) atribuem um movimento puro da articulação glenoumeral até 60 graus, e que a partir daí para cada dois graus de abdução da glenoumeral há a contribuição de um grau pela articulação escapulotorácica.
Por fim, os último 30 graus, de 150 à 180 ocorrem pela participação da coluna, através de uma inclinação da mesma, caso seja unilateral, ou através de uma hiperlordotização, caso seja bilateral.